# Острова Кайман на летних Олимпийских играх 2016
Каймановы Острова на летних Олимпийских играх 2016 года были представлены 5 спортсменами в 3 видах спорта. Знаменосцем сборной Каймановых Островов на церемонии открытия Игр стал чемпион Островных игр 2015 года в беге на 110 метров с барьерами легкоатлет Рональд Форбс, а на церемонии закрытия — пловчиха Лара Батлер, которая заняла 29-е место в плавании на спине на дистанции 100 метров. По итогам соревнований сборная Каймановых Островов, принимавшая участие в своих десятых летних Олимпийских играх, вновь осталась без медалей.

## Состав сборной
Лёгкая атлетика
1. Рональд Форбс
2. Кемар Химан

 Парусный спорт
- Квота 1

 Плавание
1. Джеффри Батлер
2. Лара Батлер

## Результаты соревнований

### Водные виды спорта

#### Плавание
В следующий раунд на каждой дистанции проходят спортсмены, показавшие лучший результат, независимо от места, занятого в своём заплыве.
Мужчины
| Дистанция                 | Спортсмены     | Предварительный раунд | Предварительный раунд | Предварительный раунд | Полуфинал     | Полуфинал     | Полуфинал     | Финал                | Финал                |
| Дистанция                 | Спортсмены     | Заплыв                | Результат             | Место                 | Заплыв        | Результат     | Место         | Результат            | Место                |
| ------------------------- | -------------- | --------------------- | --------------------- | --------------------- | ------------- | ------------- | ------------- | -------------------- | -------------------- |
| 400 метров вольным стилем | Джеффри Батлер | 1                     | 4:07.87               | 48                    | Не проводится | Не проводится | Не проводится | Завершил выступление | Завершил выступление |

Женщины
| Дистанция           | Спортсмены  | Предварительный раунд | Предварительный раунд | Предварительный раунд | Полуфинал             | Полуфинал             | Полуфинал             | Финал                 | Финал                 |
| Дистанция           | Спортсмены  | Заплыв                | Результат             | Место                 | Заплыв                | Результат             | Место                 | Результат             | Место                 |
| ------------------- | ----------- | --------------------- | --------------------- | --------------------- | --------------------- | --------------------- | --------------------- | --------------------- | --------------------- |
| 100 метров на спине | Лара Батлер | 2                     | 1:04,98               | 29                    | Завершила выступление | Завершила выступление | Завершила выступление | Завершила выступление | Завершила выступление |

### Лёгкая атлетика
Игры в Рио-де-Жанейро станут восьмыми кряду, когда Каймановы Острова будут принимать участие в олимпийских соревнованиях по лёгкой атлетике.
Мужчины
Беговые дисциплины
| Дисциплина                    | Спортсмен     | Предварительный раунд | Предварительный раунд | Предварительный раунд | Четвертьфиналы | Четвертьфиналы | Четвертьфиналы | Полуфиналы | Полуфиналы | Полуфиналы | Финал | Финал |
| Дисциплина                    | Спортсмен     | Забег                 | Время                 | Место                 | Забег          | Время          | Место          | Забег      | Время      | Место      | Время | Место |
| ----------------------------- | ------------- | --------------------- | --------------------- | --------------------- | -------------- | -------------- | -------------- | ---------- | ---------- | ---------- | ----- | ----- |
| бег на 100 метров             | Кемар Химан   |                       |                       |                       |                |                |                |            |            |            |       |       |
| бег на 110 метров с барьерами | Рональд Форбс |                       |                       |                       | не проводится  | не проводится  | не проводится  |            |            |            |       |       |

### Парусный спорт
Соревнования по парусному спорту в каждом из классов состояли из 10 или 12 гонок. Каждую гонку спортсмены начинали с общего старта. Победителем становился экипаж, первым пересекший финишную черту. Количество очков, идущих в общий зачёт, соответствовало занятому командой месту. 10 лучших экипажей по результатам предварительных заплывов попадали в медальную гонку, результаты которой также шли в общий зачёт. В медальной гонке, очки, полученные экипажем удваивались. В случае если участник соревнований не смог завершить гонку ему начислялось количество очков, равное количеству участников плюс один. При итоговом подсчёте очков не учитывался худший результат, показанный экипажем в одной из гонок. Сборная, набравшая наименьшее количество очков, становится олимпийским чемпионом.
Женщины
| Класс        | Спортсменки   | Гонка | Гонка | Гонка | Гонка | Гонка  | Гонка  | Гонка | Гонка | Гонка | Гонка | Гонка         | Гонка         | Гонка          | Очки | Место |
| Класс        | Спортсменки   | 1     | 2     | 3     | 4     | 5      | 6      | 7     | 8     | 9     | 10    | 11            | 12            | M              | Очки | Место |
| ------------ | ------------- | ----- | ----- | ----- | ----- | ------ | ------ | ----- | ----- | ----- | ----- | ------------- | ------------- | -------------- | ---- | ----- |
| Лазер Радиал | Флоренс Аллан | 35    | 34    | 30    | 36    | 38 DNF | 38 DNF | 32    | 34    | 33    | 36    | не проводится | не проводится | не участвовала | 308  | 36    |